# Tetralonia mitsukurii
Tetralonia mitsukurii är en biart som beskrevs av Cockerell 1911. Tetralonia mitsukurii ingår i släktet Tetralonia och familjen långtungebin. Inga underarter finns listade i Catalogue of Life.